# Богров, Григорий Исаакович
Григо́рий Исаа́кович Богро́в (Багров; 1 [13] марта 1825, Полтава — 28 апреля [10 мая] 1885, Минская губерния) — русский писатель.

## Биография
Родился в еврейской семье; занимался самообразованием; служил по откупу и другим коммерческим предприятиям, что дало ему богатый запас наблюдений.
Стал известен своими талантливыми автобиографическими «Записками еврея», напечатанными первоначально в «Отечественных записках» (1871, 1872 и 1873), а затем вышедшими и отдельно (СПб., 1874).
Произведения:
- «Еврейский манускрипт. Перед драмой» (СПб., 1876) исторический рассказ
- «Бешеная» («Слово», 1877, № 8),
- «Мрачная странница» («Век», 1883, № 4),
- «Былое: I. Мариама. II. Мэри» («Восход», 1883, № 1—3)
- «Маниак» (ib., 1884, № 1—5).

Его попытка сатирически изобразить в романе «Накипь века» («Рассвет», 1879) молодое еврейское поколение совсем не удалась. В ряду российско-еврейских бытописателей Богров занимает одно из первых мест.
За несколько месяцев до смерти, по семейным обстоятельствам, принял крещение.

## Семья
Братья:
- Лев Исаакович Богров (1840—?), перекопский и одесский купец; его сын — доктор медицины Сергей Львович Богров, профессор Московского университета.
- Евсей Исаакович Богров (1845 — 18 июня 1885, Симферополь)[5], провизор в Симферополе[6][7][8]; его сын Сергей Евсеевич Богров (1881 — после 1941)[9] — советский государственный и партийный деятель, председатель ревтрибунала Южного и Кавказско-Каспийского фронтов (1918—1920), консул СССР в Генуе.

Сыновья:
- Иосиф (Юзеф) Богров (1858—?), врач отоларинголог, ординатор Михайловской больницы в Баку[10], удостоен Анненского оружия с надписью «За храбрость» и награждён орденами Святого Станислава II и III степени и Святой Анны III степени.
- Григорий Богров (1860—?), присяжный поверенный Киевской судебной палаты (его сын — анархист Дмитрий Богров).

## Сочинения
- «Записки еврея». — СПб.: типогр. В. Тушнова, 1874.